# Asteriidae
Asteriidae là một họ Asteroidea (sao biển) trong bộ Forcipulatida.

## Các chi
The World Register of Marine Species lệt kê các chi sau trong họ Asteriidae:
- Adelasterias Verrill, 1914
- Anasterias Perrier, 1875
- Aphanasterias Fisher, 1923
- Aphelasterias Fisher, 1923
- Asterias Linnaeus, 1758
- Astrometis Fisher, 1923
- Astrostole Fisher, 1923
- Caimanaster A.M. Clark, 1962
- Calasterias Hayashi, 1975
- Coronaster Perrier, 1885
- Coscinasterias Verrill, 1867
- Cryptasterias Verrill, 1914
- Diplasterias Perrier, 1891
- Distolasterias Perrier, 1896
- Evasterias Verrill, 1914
- Icasterias Fisher, 1923
- Kenrickaster A.M. Clark, 1962
- Leptasterias Verrill, 1866
- Lethasterias Fisher, 1923
- Lysasterias Fisher, 1908

- Marthasterias Jullien, 1878
- Meyenaster Verrill, 1913
- Neosmilaster Fisher, 1930
- Notasterias Koehler, 1911
- Orthasterias Verrill, 1914
- Perissasterias H.L. Clark, 1923
- Pycnopodia Stimpson, 1862
- Pisaster Müller and Troschel, 1840
- Plazaster Fisher, 1941
- Psalidaster Fisher, 1940
- Rathbunaster Fisher, 1906
- Saliasterias Koehler, 1920
- Sclerasterias Perrier, 1891
- Stephanasterias Verrill, 1871
- Stylasterias Verrill, 1914
- Taranuiaster McKnight, 1973
- Tarsaster Sladen, 1889
- Tarsastrocles Fisher, 1923
- Uniophora Gray, 1840
- Urasterias Verrill, 1909

## Hình ảnh

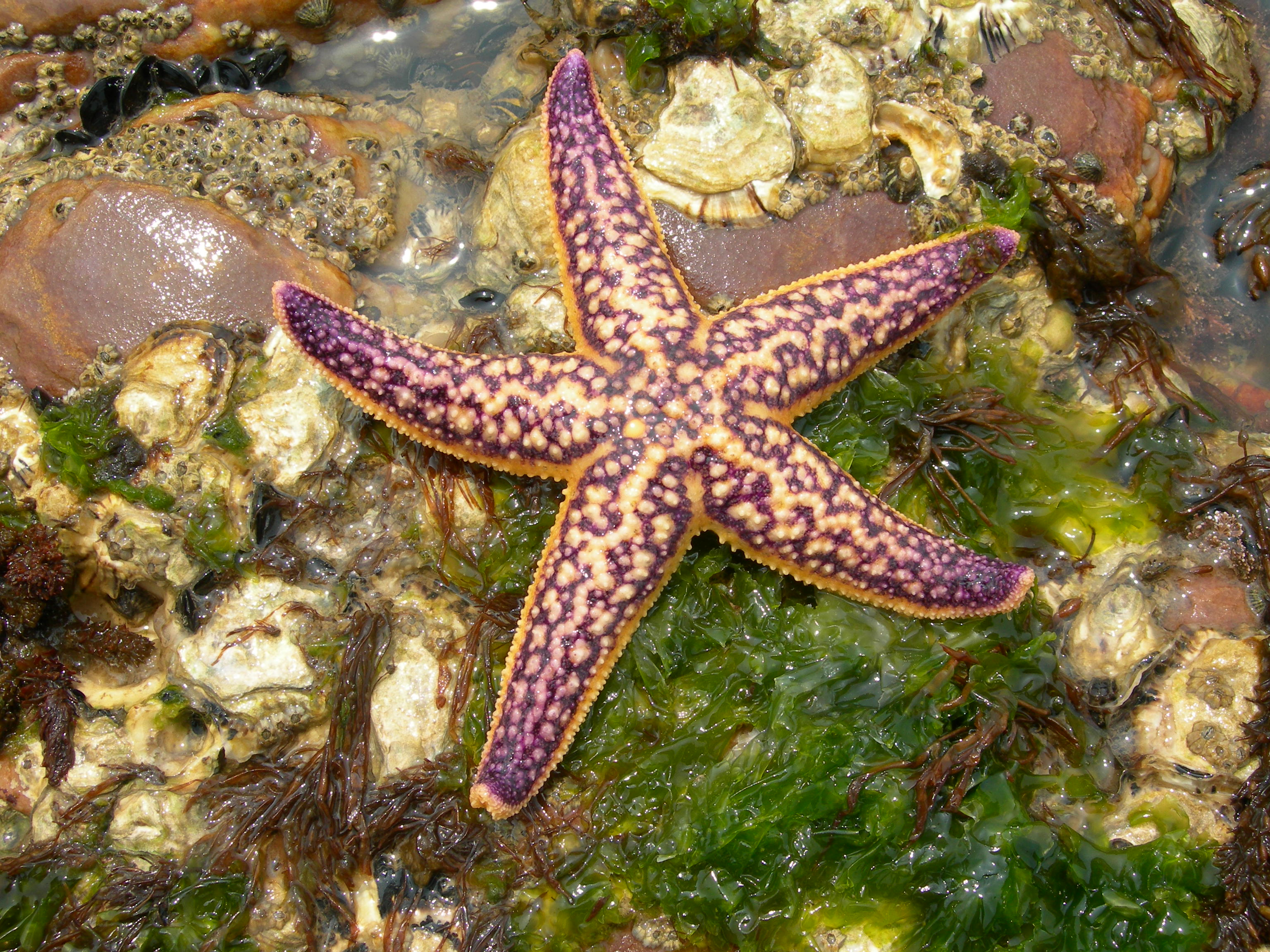
Asterias amurensis
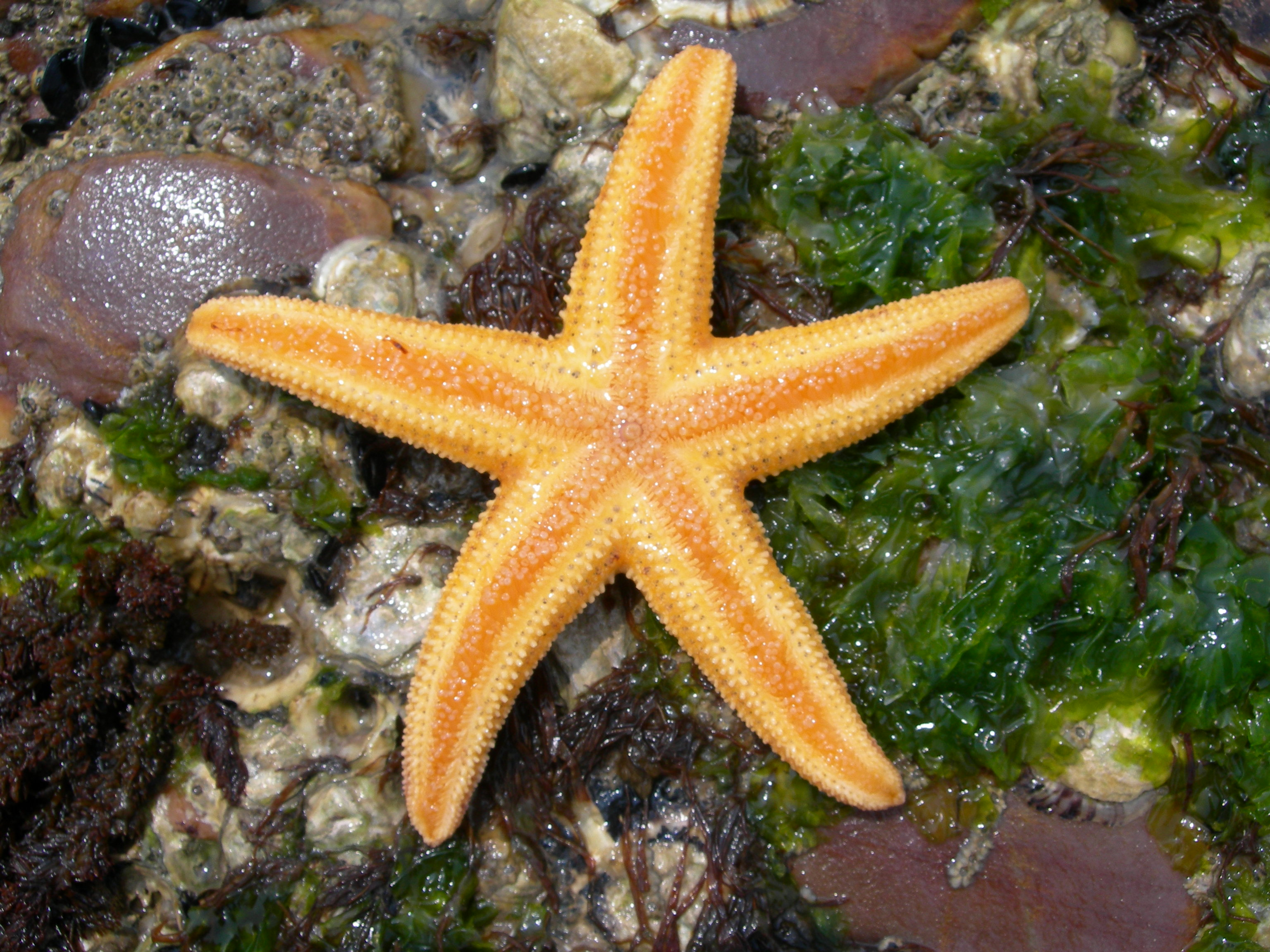
Asterias amurensis
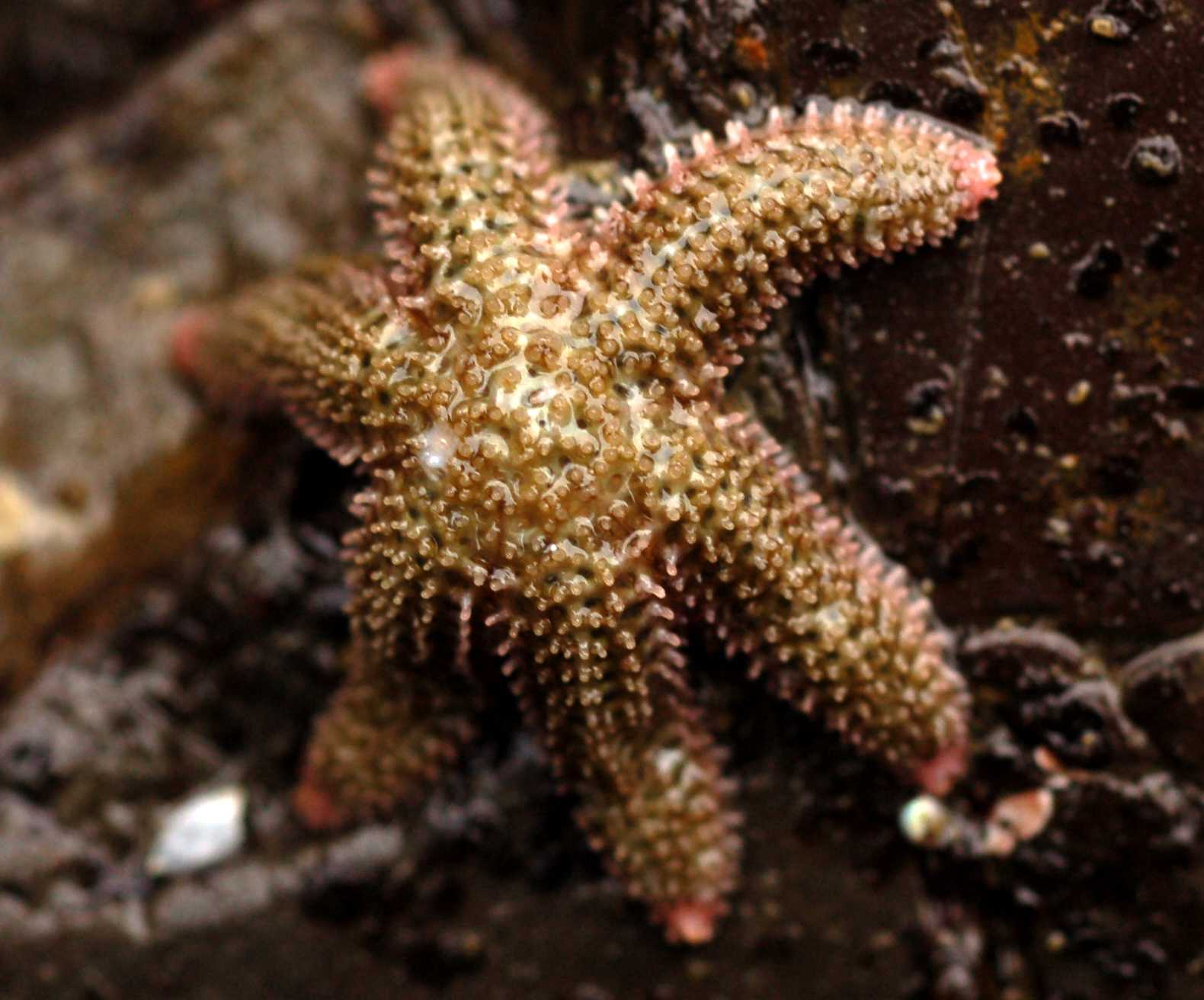
Leptasterias hexactis
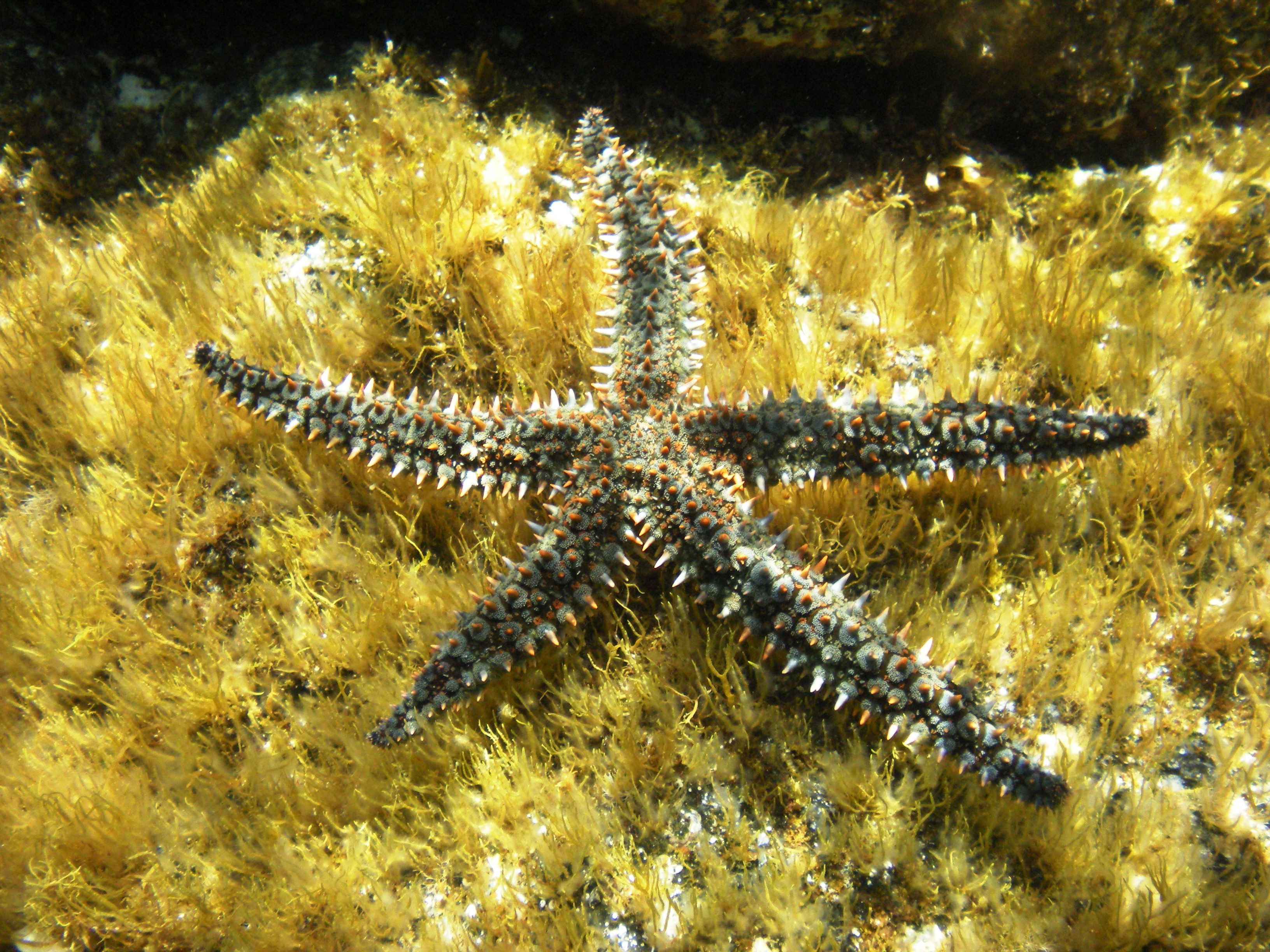
Marthasterias glacialis
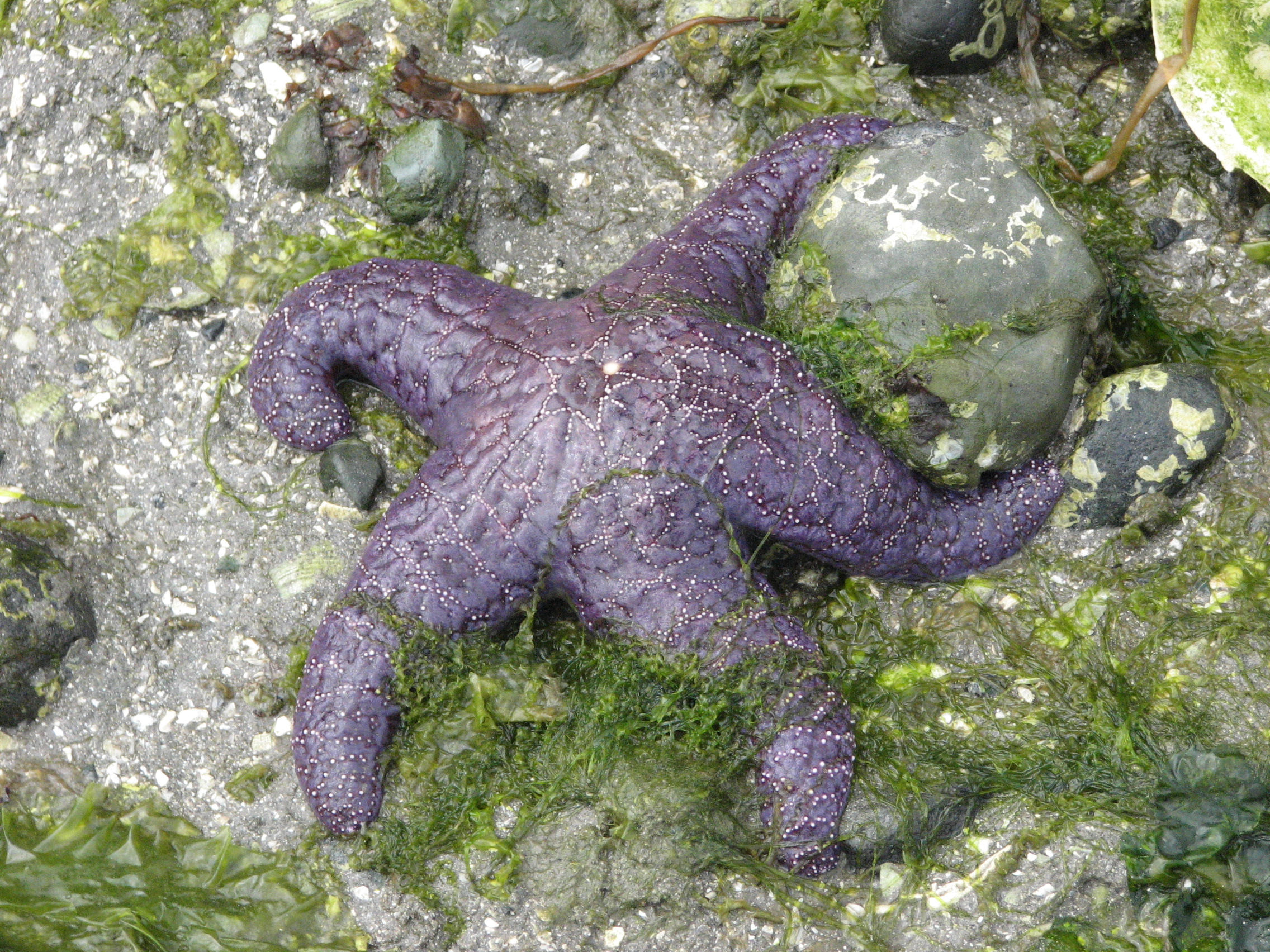
Pisaster ochraceus
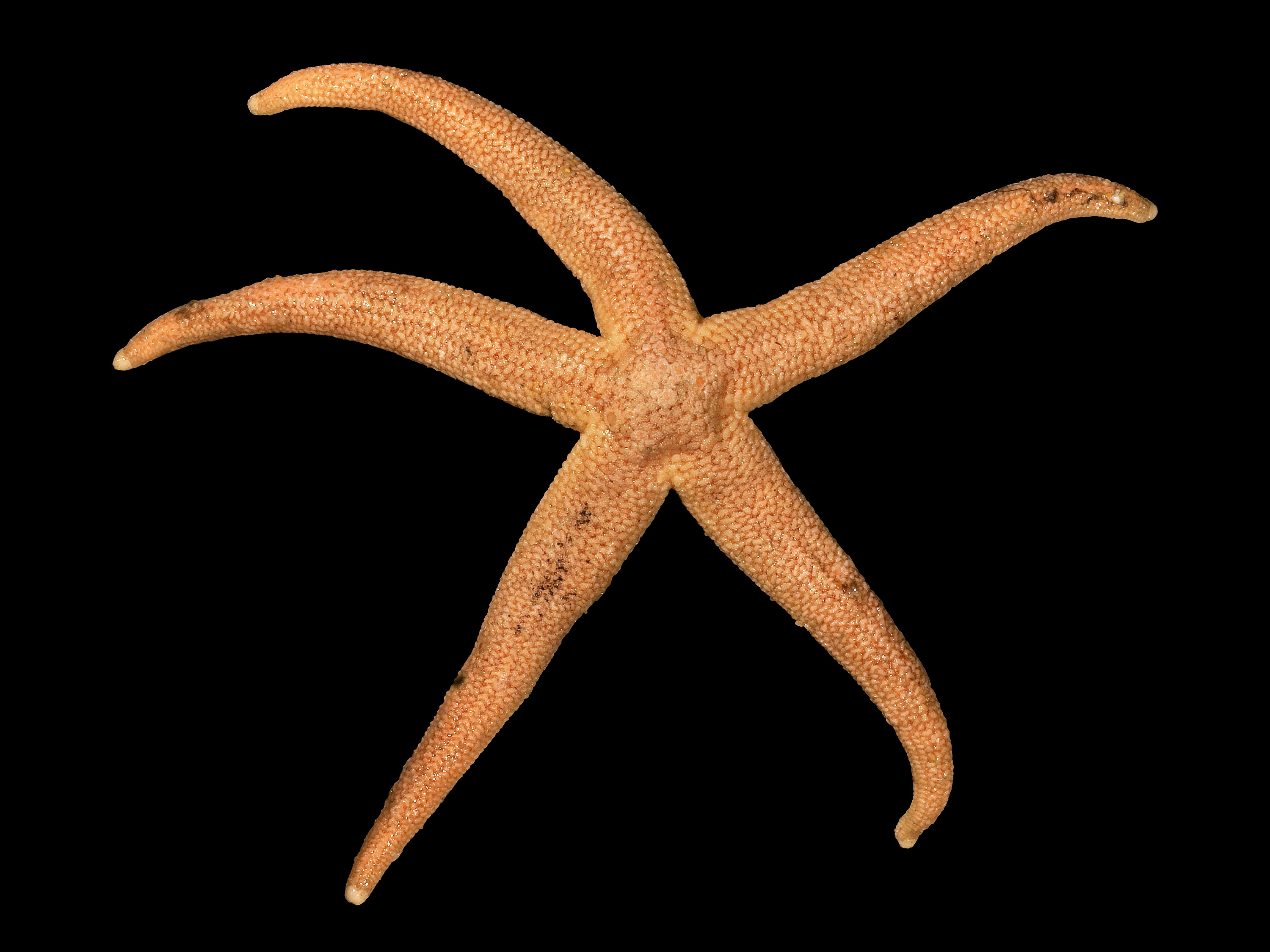
Stichastrella rosea
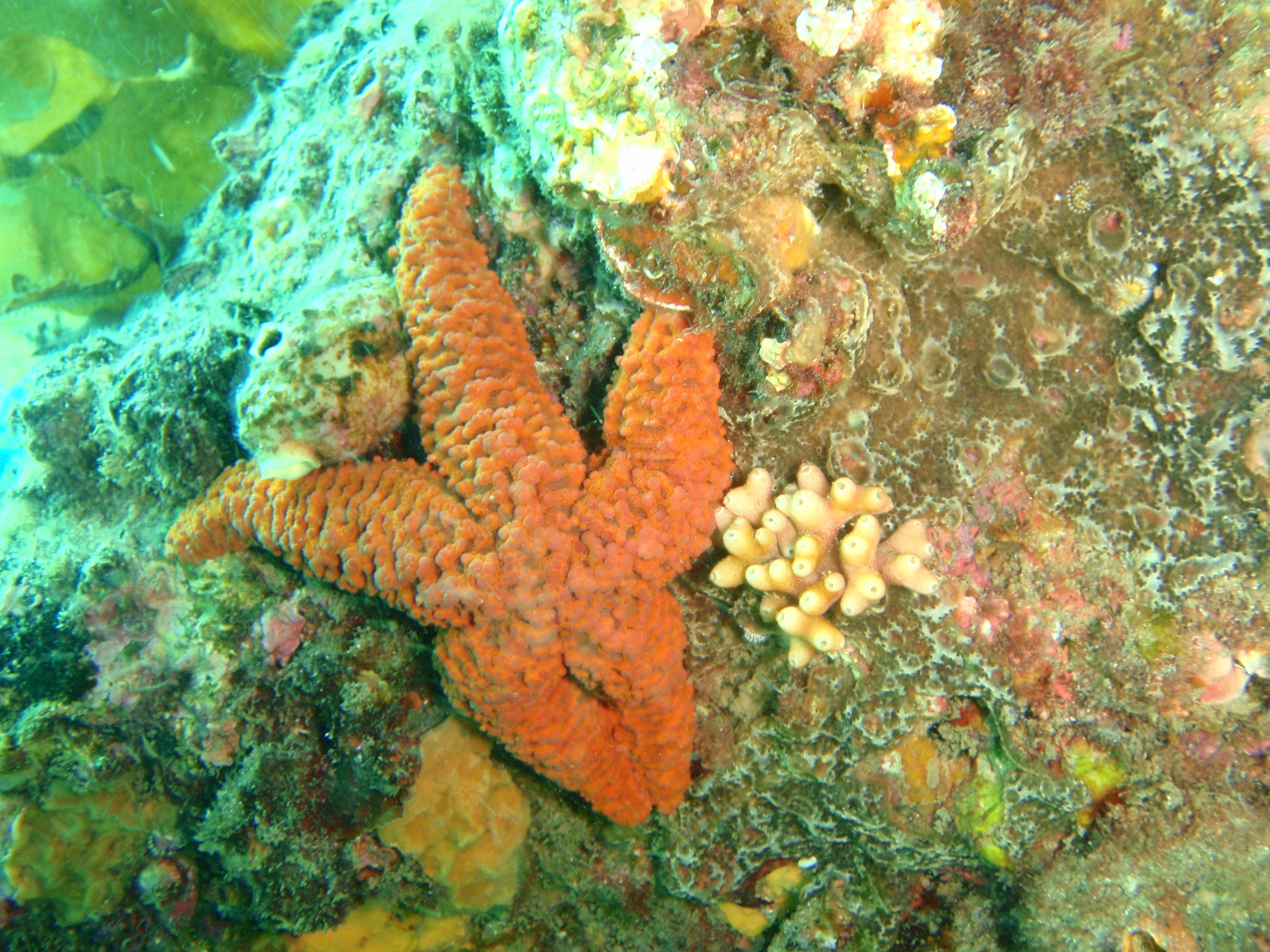
Uniophora nuda